# سوفی ووزلو
سوفی ووزلاود (زادهٔ 21 در سن‌ژونیان) ملکه زیبایی، مدل، هنرپیشه و مسابقه‌دهنده فرانسوی است که در سال ۲۰۰۷ به عنوان نایب قهرمان دوشیزه فرانسه انتخاب شد.

## زندگی
سوفی ووزلاود در 21 ژونین به دنیا آمد. ناشنوا از بدو تولد بود، از زبان اشاره استفاده می‌کند. او صحبت کردن و همچنین لب خوانی را یادگرفت.

### نایب قهرمان دوشیزه فرانسه ۲۰۰۷
لو در مراسم خانم لیموژکه در 11 فیبریه در لیموژ برگزار شد، به عنوان نایب قهرمان خانم لیموژ انتخاب شد. در نتیجه، او به عنوان خانم در بسیاری از فعالیت‌های محلی مانند کارناوال، روز سنت جان شرکت می‌کند و برخی رژه‌ها را انجام می‌دهد.
در همان زمان در سال ۲۰۰۶ مدرک لیسانس حرفه ای حسابداری را دریافت کرد.

### خانم لیموزین
در 14 اکتبر ۲۰۰۶، سوفی ووزلاود یکی از نامزدهای عنوان دوشیزه لیموزین بود. با توجه به کسانی که او رای دادند، او به عنوان خانم لیموزین انتخاب شد، عنوانی که او را برای انتخاب بعدی دوشیزه فرانسه ۲۰۰۷ واجد شرایط کرد.

### نایب قهرمان خانم لیموژ
در 9 دسامبر ۲۰۰۶، در طی انتخابات دوشیزه فرانسه ۲۰۰۷، سوفی ووزلو پس از راشل لگرن-تراپانی نایب قهرمان اول شد. او دومین زن ناشنوا است که در فینال انتخابات دوشیزه فرانسه شرکت می‌کند، پس از استفانی پوچوی، دوشیزه Pays d'Ain ۱۹۹۵، اولین خانم ناشنوا بود.
سوفی ووزلاود در فینال مسابقه دوشیزه فرانسه، سخنرانی خود را به صورت شفاهی بیان کند، رابط زبان اشاره فرانسوی او در طول مصاحبه او را درک نمی‌کند. سوفی ووزلاود عصبانی شده میکروفون را در دست می‌گیرد تا نشان دهد که می‌تواند با صحبت کردن خود را درک کند و در پاسخ به سؤالات ژان پیر فوکو موفق می‌شود، رابط در نهایت در آخرین لحظه پیدا شد.
سوفی ووزلاود به عنوان دوشیزه فرانسه انتخاب نشد زیرا او فقط رأی هیئت منصفه را نداشت. با این حال، او از نظر رای تلفنی و اس‌ام‌اس بینندگان از راشل لگرن-تراپانی جلوتر است و به این ترتیب فیلم Première Dauphine را به پایان می‌رساند.
سوفی ووزلاود در avril 2007 از او حمایت کرد یک ابتکار منطقه ای. او روی جلد اولین مجله منطقه ای زنان So Glam است، مجله ای شیک و محلی در منطقه لیموزین.
Catégorie:Article à référence souhaitée

### خانم مسابقه بین‌المللی
در juin 2007، Rachel Legrain-Trapani، دوشیزه فرانسه ۲۰۰۷، از سوفی ووزلاود خواست که به جای او در مسابقات دوشیزه دنیا که در décembre 2007 برگزار شد، نماینده فرانسه باشد. اما چند روز بعد، کمیته دوشیزه دنیا اعلام کرد که از نامزدی او امتناع می‌کند و مدعی شد که تنها دوشیزه‌های حاکم می‌توانند در مسابقه شرکت کنند، حتی اگر در گذشته دو نایب قهرمان را پذیرفته بودند.
سپس سوفی نماینده فرانسه در مسابقه بین‌المللی دوشیزه بود در توکیو، ژاپن. در آنجا او با نامزد ناشنوای دیگری به نام ونسا پرتی، خانم بین‌المللی ونزوئلا ملاقات کرد.

### سایر فعالیت‌ها
در اکتبر ۲۰۰۸، سوفی ووزلاود کتاب خانم و ناشنوا را   در Leduc.s Editions منتشر کرد.
در سال ۲۰۰۹، او در نمایش بازی Fort Boyard شرکت کرد، جایی که با یک مترجم همراه بود که به عنوان میانجی بین او و افراد دیگر خدمت می‌کرد.
او برای اولین بار در سینما در فیلم عشق برای دو نفر بهتر است بازی کرد که در سال ۲۰۱۰ منتشر شد و در آن نقش هلن، خواهر ناشنوای آنجل (با بازی ویرجینی افیرا) را بازی کرد.
در پاییز ۲۰۱۵، او در فصل ششم سریال Danse avec les stars در ت‌اف۱، در کنار رقصنده ماکسیم دریمز شرکت کرد و در این رقابت هشتم شد.
در سال ۲۰۱۶، او در Chasseurs d'appart' در ام ۶ (کانال تلویزیون) در منطقه Limoges به همراه همراهش فابین شرکت کرد.
در septembre 2017، او در نمایش La robe de ma vie که در 20 novembre از ام ۶ (کانال تلویزیون) پخش شد و در 12 décembre 2017 بازپخش شد، با حضور Geneviève de Fontenay برای انتخاب لباس عروسی آینده خود شرکت کرد.
در سال ۲۰۱۵، او آزاد شده، تحویل داده شد (تکرار یخ‌زده (فیلم ۲۰۱۳)) و سپس در سال ۲۰۱۶، I Would Like Already to Be King (تکرار The Lion King) را نوشت.

## افتخارات

### از دست دادن
- ۲۰۰۶: خانم لیموژ ۲۰۰۶، در 11 در لیموژ انتخاب شد.
- ۲۰۰۶: خانم لیموزین ۲۰۰۶، در 14 در لیموژ انتخاب شد.
- ۲۰۰۶: اولین نایب قهرمان دوشیزه فرانسه ۲۰۰۷ ، انتخاب شده در 9 در پواتیه.
- ۲۰۰۷: نماینده فرانسه در مسابقات Miss International ۲۰۰۷ در توکیو.

### جوایز زیبایی در مراسم پس از انتخاب دوشیزه فرانسه اهدا شد
- ۲۰۰۷: جایزه ژان دوسه الگانس ۲۰۰۷.
- ۲۰۰۷: جایزه افسون رائول کولت ۲۰۰۷.
- ۲۰۰۷: جایزه بهترین رانندگی پژو ۲۰۰۷.

### مادرخوانده و سفیر
سوفی ووزلاود مادرخوانده چندین انجمن است:
- فدراسیون ملی ناشنوایان فرانسه (FNSF) ;
- یاوری مردمی فرانسه (SPF) ;
- نمایش Autonomic 2010[۲] ;
- مسابقه ناشنوایان خانم و مستر فرانسه

سوفی ووزلاود نیز سفیر این کشور است:
- آلن افللو؛
- استخدام معلولان اعتبار آگریکول (HECA) در مرکز-غرب.

## فیلم‌شناسی
- ۲۰۱۰: عشق برای دو نفر بهتر است، اثر دومینیک فاروجیا و آرنو لمورت
- ۲۰۱۷: زنده باد بحران ژان فرانسوا دیوی

## برنامه‌های تلویزیونی
سوفی ووزلاود در برخی از نمایش‌ها و برنامه‌های تلویزیونی شرکت می‌کند:
- ۲۰۰۹: فورت بویارد (در فرانسه ۲): در juin 2009، و نمایش در 29، به عنوان نامزد به همراه پاتریک پواور داروور، ویرجینی لموئین، سوفیا آرام و بازیگران داریوش کهتری و رودولف ساند به نفع Secours populaire français[۷] پخش شد.
- ۲۰۱۱: یک شام تقریباً عالی (در M۶): پخش برنامه از24
- ۲۰۱۲: نمایش ONDAR (در فرانسه ۲): 13.
- ۲۰۱۳: یک داستان کامل (در فرانسه ۲): 19 ارائه شده توسط سوفی داوانت .
- ۲۰۱۵: رقصیدن با ستاره‌ها (در TF۱): از 24، کاندیدای فصل ششم، با ماکسیم دریمز به عنوان شریک رقص. حذف شده در 21 novembre 2015.
- ۲۰۱۶: شکارچیان آپارتمان در M۶ با همراهش. پخش در 22 août 2016.
- ۲۰۱۷: لباس زندگی من در M۶. پخش در 21 novembre 2017.

## دیسکوگرافی

### تک اثر
- ۲۰۱۵: منتشر شد، تحویل شد (تکرار ملکه برفی)
- ۲۰۱۶: من قبلاً دوست دارم پادشاه شوم (تکرار شیر شاه)

## انتشارات
- Octobre 2008: Miss et sourde !, chez نسخه‌های Leduc.s
- Septembre 2017: préface de La Langue des Signes Française pour les Nuls grand format: écrit par Antoine Bonnet et Betty Nikolic